# إيفان روبن
إيفان روبن هو مبارز بالسيف دنماركي، ولد في 12 أغسطس 1917 في كوبنهاغن في الدنمارك، وتوفي في 2 فبراير 1986 في Gentofte Municipality ‏ في الدنمارك.

## وصلات خارجية
- إيفان روبن على موقع أوليمبيديا (الإنجليزية)